# Alessandro Musotti
Alessandro Musotti (falecido a 23 de janeiro de 1607) foi um prelado católico romano que serviu como bispo de Imola (1579–1607).

## Biografia
No dia 9 de dezembro de 1579, Alessandro Musotti foi nomeado bispo de Ímola durante o papado de Gregório XIII, onde serviu como bispo até à sua morte a 23 de janeiro de 1607. Enquanto bispo, foi o principal co-consagrador de Silvio Savelli (cardeal), Arcebispo de Rossano (1582).